# 월센드
월센드(영어: Wallsend)는 잉글랜드 타인 위어 주에 위치한 마을로 인구는 43,826명(2011년 기준)이다. 뉴캐슬어폰타인에서 북동쪽으로 13킬로미터 떨어져 있다.

## 같이 보기
- 노스이스트잉글랜드